# Danh sách đĩa nhạc của Nicki Minaj
Nữ rapper và ca sĩ người Mỹ Nicki Minaj đã phát hành 3 album phòng thu, 3 album tổng hợp, 3 mixtape, 96 đĩa đơn (trong đó bao gồm 63 đĩa đơn với tư cách là nghệ sĩ góp mặt) và 15 đĩa đơn quảng bá.
Sau khi bị thu hút với giới âm nhạc và sự nghiệp diễn xuất ở Thành phố New York, Minaj cuối cùng chọn rapper là nghề nghiệp chính của cô. Tài năng của cô được khám phá bởi nam rapper Lil Wayne và cô đã kí hợp đồng với hãng thu âm Young Money Entertainment—một công ty con của hãng Cash Money Records với việc phân phối âm nhạc được đảm nhiệm bởi Republic Records—vào năm 2009. Đĩa đơn độc tấu đầu tiên của Minaj, "Your Love", đạt vị trí thứ 14 trên bảng xếp hạng Billboard Hot 100 của Mỹ và đứng đầu bảng xếp hạng Hot Rap Songs của tạp chí Billboard, một thành tựu đã làm cho Minaj trở thành nghệ sĩ nữ đứng đầu bảng xếp hạng với tư cách là nghệ sĩ độc tấu kể từ năm 2002. Ba đĩa đơn tiếp theo của cô, "Check It Out", "Right Thru Me" và "Moment 4 Life", đều lọt vào top 40 trên Billboard Hot 100. Album phòng thu đầu tay của Minaj, Pink Friday, được phát hành vào tháng 11 năm 2010, đã đứng đầu bảng xếp hạng Billboard 200 của Mỹ. Đĩa đơn thứ năm của album, "Super Bass", đứng ở vị trí thứ ba trên Billboard Hot 100 và vươn lên top 10 trong các bảng xếp hạng ở nhiều quốc gia.
Album phòng thu thứ hai của Minaj, Pink Friday: Roman Reloaded (2012), được xếp hạng lần đầu tiên ở vị trí cao nhất trên Billboard 200. Album cũng đồng thời lọt vào bảng xếp hạng UK Albums Chart (Liên hiệp Anh) ở vị trí thứ nhất, làm cho Minaj trở thành nữ rapper có vị trí xếp hạng cao nhất trong lịch sử của bảng xếp hạng. Đĩa đơn đầu tiên của album, "Starships", xếp hạng ở vị trí thứ năm trên Billboard Hot 100 và vươn lên top 10 ở nhiều quốc gia. Một phiên bản album mở rộng của Pink Friday: Roman Reloaded được phát hành vào tháng 11 năm 2012, có thêm tiêu đề phụ là The Re-Up.
Album phòng thu thứ ba của cô được phát hành vào năm 2014, có tựa là The Pinkprint, được xếp hạng lần đầu tiên ở vị trí thứ hai trên Billboard 200. Đĩa đơn thứ hai của album, "Anaconda", đứng ở vị trí thứ hai trên bảng xếp hạng Billboard Hot 100 và là đĩa đơn có vị trí xếp hạng cao nhất tại Mỹ của cô cho đến nay. Các đĩa đơn khác, gồm "Only" và "Truffle Butter" đã lọt vào top 20 trên Billboard Hot 100. Năm 2014, Minaj chia sẻ vị trí hát chính trong đĩa đơn "Bang Bang" cùng với Jessie J và Ariana Grande. Bài hát đã giúp Minaj đạt được vị trí đầu tiên ở Liên hiệp Anh (L. H. Anh) và vị trí thứ ba ở Mỹ.
Kể từ năm 2010, Minaj đã tích lũy hơn 92 hạng mục trên bảng xếp hạng Billboard Hot 100 (kể cả các hạng mục bài hát mà cô có vai trò là nghệ sĩ góp mặt), làm cho cô là người có nhiều hạng mục nhất so với các nghệ sĩ nữ khác với tất cả các thể loại nhạc. Ngoài ra, cô đã kiếm về cho mình 16 đĩa đơn nằm trong top 10 trong các bảng xếp hạng trong sự nghiệp âm nhạc, là số đĩa đơn cao nhất so với các nữ rapper khác.

## Album

### Album phòng thu
| Tiêu đề                                                                           | Thông tin album | Vị trí xếp hạng cao nhất | Vị trí xếp hạng cao nhất | Vị trí xếp hạng cao nhất | Vị trí xếp hạng cao nhất | Vị trí xếp hạng cao nhất | Vị trí xếp hạng cao nhất | Vị trí xếp hạng cao nhất | Vị trí xếp hạng cao nhất | Vị trí xếp hạng cao nhất | Vị trí xếp hạng cao nhất | Doanh số                            | Chứng nhận (dựa trên doanh số)                                         |
| Tiêu đề                                                                           | Thông tin album | Mỹ                       | R&B Mỹ                   | Rap Mỹ                   | Úc                       | Canada                   | Pháp                     | Ireland                  | New Zealand              | Thụy Điển                | L. H. Anh                | Doanh số                            | Chứng nhận (dựa trên doanh số)                                         |
| --------------------------------------------------------------------------------- | --- | ------------------------ | ------------------------ | ------------------------ | ------------------------ | ------------------------ | ------------------------ | ------------------------ | ------------------------ | ------------------------ | ------------------------ | ----------------------------------- | ---------------------------------------------------------------------- |
| Pink Friday                                                                       | - Phát hành: 22 tháng 11 năm 2010 - Hãng đĩa: Young Money, Cash Money, Republic - Định dạng: CD, LP, tải kĩ thuật số | 1                        | 1                        | 1                        | 19                       | 8                        | 116                      | 17                       | 15                       | —                        | 16                       | - Mỹ: 2.000.000                     | - Mỹ: 3× Bạch kim - Úc: Bạch kim - L. H. Anh: Bạch kim                 |
| Pink Friday: Roman Reloaded                                                       | - Phát hành: 2 tháng 4 năm 2012 - Hãng đĩa: Young Money, Cash Money, Republic - Định dạng: CD, LP, tải kĩ thuật số   | 1                        | 1                        | 1                        | 5                        | 1                        | 20                       | 2                        | 3                        | 37                       | 1                        | - Mỹ: 905.000 - Toàn cầu: 1.400.000 | - Mỹ: 2× Bạch kim - Úc: Vàng - L. H. Anh: Bạch kim - Ireland: Bạch kim |
| The Pinkprint                                                                     | - Phát hành: 12 tháng 12 năm 2014 - Hãng đĩa: Young Money, Cash Money, Republic - Định dạng: CD, LP, tải kĩ thuật số | 2                        | 1                        | 1                        | 19                       | 6                        | 70                       | 31                       | 21                       | 8                        | 22                       | - Mỹ: 682.000                       | - Mỹ: 2× Bạch kim - L. H. Anh: Vàng - IFPI Thụy Điển: Vàng             |
| Queen                                                                             | - Phát hành: 10 tháng 8 năm 2018 - Hãng đĩa: Young Money, Cash Money, Republic                                       | 1                        | 1                        | 1                        | 4                        | —                        | —                        | 5                        | 8                        | 15                       | 5                        |                                     |                                                                        |
| "—" biểu thị album không được xếp hạng hoặc không được phát hành tại quốc gia đó. | |                          |                          |                          |                          |                          |                          |                          |                          |                          |                          |                                     |                                                                        |

### Album tái phát hành
| Tiêu đề                                 | Thông tin album |
| --------------------------------------- | --- |
| Pink Friday: Roman Reloaded – The Re-Up | - Phát hành: 19 tháng 11 năm 2012 - Hãng đĩa: Young Money, Cash Money, Republic - Định dạng: CD, DVD, tải kĩ thuật số |

### Album tổng hợp
| We Are Young Money (khi là nghệ sĩ của hãng đĩa Young Money)                      | - Phát hành: 21 tháng 12 năm 2009 - Hãng đĩa: Young Money, Cash Money, Republic - Định dạng: CD, tải kĩ thuật số | 9 | 3 | 1 | —  | —   | —  | - Mỹ: Vàng |
| Rich Gang (khi là nghệ sĩ của hãng đĩa Rich Gang)                                 | - Phát hành: 23 tháng 7 năm 2013 - Hãng đĩa: Young Money, Cash Money, Republic - Định dạng: CD, tải kĩ thuật số  | 9 | 2 | 2 | —  | —   | 23 |            |
| Rise of an Empire (khi là nghệ sĩ của hãng Young Money)                           | - Phát hành: 11 tháng 3 năm 2014 - Hãng đĩa: Young Money, Cash Money, Republic - Định dạng: CD, tải kĩ thuật số  | 7 | 4 | 2 | 24 | 148 | 18 |            |
| "—" biểu thị album không được xếp hạng hoặc không được phát hành tại quốc gia đó. | |   |   |   |    |     |    |            |

### Mixtape
| Tên               | Thông tin                                                                                              |
| ----------------- | --- |
| Playtime Is Over  | - Phát hành: 5 tháng 7 năm 2007 - Hãng đĩa: Young Money, Dirty Money - Định dạng: CD, tải kĩ thuật số  |
| Sucka Free        | - Phát hành: 12 tháng 4 năm 2008 - Hãng đĩa: Young Money, Dirty Money - Định dạng: CD, tải kĩ thuật số |
| Beam Me Up Scotty | - Phát hành: 18 tháng 4 năm 2009 - Hãng đĩa: Young Money, Dirty Money - Định dạng: CD, tải kĩ thuật số |

## Đĩa đơn

### Hát chính
| Tiêu đề                                                                             | Năm  | Vị trí xếp hạng cao nhất | Vị trí xếp hạng cao nhất | Vị trí xếp hạng cao nhất | Vị trí xếp hạng cao nhất | Vị trí xếp hạng cao nhất | Vị trí xếp hạng cao nhất | Vị trí xếp hạng cao nhất | Vị trí xếp hạng cao nhất | Vị trí xếp hạng cao nhất | Vị trí xếp hạng cao nhất | Chứng nhận | Album                                   |
| Tiêu đề                                                                             | Năm  | Mỹ                       | R&B Mỹ                   | Rap Mỹ                   | Úc                       | Canada                   | Pháp                     | Ireland                  | New Zealand              | Thụy Điển                | L. H. Anh                | Chứng nhận | Album                                   |
| ----------------------------------------------------------------------------------- | ---- | ------------------------ | ------------------------ | ------------------------ | ------------------------ | ------------------------ | ------------------------ | ------------------------ | ------------------------ | ------------------------ | ------------------------ | --- | --------------------------------------- |
| "Massive Attack" (hợp tác với Sean Garrett)                                         | 2010 | —                        | 65                       | —                        | —                        | —                        | —                        | —                        | —                        | —                        | —                        | | Đĩa đơn không nằm trong album           |
| "Your Love"                                                                         | 2010 | 14                       | 4                        | 1                        | —                        | 43                       | —                        | —                        | —                        | —                        | 71                       | - Mỹ: Bạch kim | Pink Friday                             |
| "Check It Out" (với will.i.am)                                                      | 2010 | 24                       | 100                      | 14                       | 21                       | 14                       | —                        | 14                       | —                        | —                        | 11                       | - L. H. Anh: Bạc | Pink Friday                             |
| "Right Thru Me"                                                                     | 2010 | 26                       | 4                        | 3                        | —                        | 60                       | —                        | —                        | —                        | —                        | 71                       | - Mỹ: Vàng | Pink Friday                             |
| "Moment 4 Life" (hợp tác với Drake)                                                 | 2010 | 13                       | 1                        | 1                        | —                        | 27                       | 65                       | 37                       | —                        | —                        | 22                       | - Mỹ: Bạch kim - L. H. Anh: Bạc | Pink Friday                             |
| "Super Bass"                                                                        | 2011 | 3                        | 6                        | 2                        | 6                        | 6                        | —                        | 17                       | 3                        | 43                       | 8                        | - Mỹ: 8× Bạch kim - Úc: 6× Bạch kim - L. H. Anh: Bạch kim - New Zealand: Bạch kim                                                           | Pink Friday                             |
| "Did It On'em"                                                                      | 2011 | 49                       | 3                        | 4                        | —                        | —                        | —                        | —                        | —                        | —                        | —                        | - Mỹ: Vàng | Pink Friday                             |
| "Girls Fall Like Dominoes"                                                          | 2011 | —                        | —                        | —                        | 99                       | —                        | —                        | 28                       | 13                       | —                        | 24                       | | Pink Friday                             |
| "Fly" (hợp tác với Rihanna)                                                         | 2011 | 19                       | 20                       | 9                        | 18                       | 55                       | —                        | 14                       | 13                       | —                        | 16                       | - Mỹ: Bạch kim - Úc: Bạch kim - L. H. Anh: Bạc                                                                                              | Pink Friday                             |
| "Starships"                                                                         | 2012 | 5                        | 85                       | 10                       | 2                        | 4                        | 5                        | 2                        | 2                        | 3                        | 2                        | - Mỹ: 6× Bạch kim - Úc: 7× Bạch kim - L. H. Anh: 2× Bạch kim - IFPI Thụy Điển: 3× Bạch kim - New Zealand: 2× Bạch kim                       | Pink Friday: Roman Reloaded             |
| "Right by My Side" (hợp tác với Chris Brown)                                        | 2012 | 51                       | 21                       | —                        | —                        | —                        | 122                      | —                        | —                        | —                        | 70                       | | Pink Friday: Roman Reloaded             |
| "Beez in the Trap" (hợp tác với 2 Chainz)                                           | 2012 | 48                       | 7                        | 7                        | —                        | —                        | —                        | 74                       | —                        | —                        | 131                      | - Mỹ: Vàng | Pink Friday: Roman Reloaded             |
| "Pound the Alarm"                                                                   | 2012 | 15                       | —                        | —                        | 10                       | 8                        | 19                       | 8                        | 6                        | 33                       | 8                        | - Mỹ: Bạch kim - Úc: 2× Bạch kim - L. H. Anh: Vàng - New Zealand: Vàng                                                                      | Pink Friday: Roman Reloaded             |
| "Va Va Voom"                                                                        | 2012 | 22                       | —                        | —                        | 36                       | 18                       | 54                       | 13                       | 20                       | —                        | 20                       | - Úc: Bạch kim - L. H. Anh: Bạc | Pink Friday: Roman Reloaded             |
| "The Boys" (với Cassie)                                                             | 2012 | —                        | 41                       | —                        | —                        | —                        | —                        | 95                       | —                        | —                        | 101                      | | Pink Friday: Roman Reloaded – The Re-Up |
| "Freedom"                                                                           | 2012 | —                        | 31                       | 23                       | —                        | —                        | —                        | —                        | —                        | —                        | 107                      | | Pink Friday: Roman Reloaded – The Re-Up |
| "High School" (hợp tác với Lil Wayne)                                               | 2013 | 64                       | 20                       | 15                       | 57                       | 81                       | 91                       | 47                       | —                        | —                        | 31                       | - Mỹ: Vàng | Pink Friday: Roman Reloaded – The Re-Up |
| "Pills n Potions"                                                                   | 2014 | 24                       | 7                        | 2                        | 14                       | 53                       | 71                       | 29                       | 17                       | —                        | 31                       | - Úc: Bạch kim | The Pinkprint                           |
| "Bang Bang" (với Jessie J và Ariana Grande)                                         | 2014 | 3                        | —                        | —                        | 4                        | 3                        | 47                       | 3                        | 4                        | 15                       | 1                        | - Mỹ: 6× Bạch kim - Úc: 3× Bạch kim - L. H. Anh: 2× Bạch kim - IFPI Thụy Điển: 2× Bạch kim - Canada: 3× Bạch kim - New Zealand: 2× Bạch kim | Sweet Talker và My Everything           |
| "Anaconda"                                                                          | 2014 | 2                        | 1                        | 1                        | 8                        | 3                        | 38                       | 10                       | 9                        | 30                       | 3                        | - Mỹ: 2× Bạch kim - Úc: 2× Bạch kim - L. H. Anh: Bạc - IFPI Thụy Điển: Vàng - New Zealand: Vàng                                             | The Pinkprint                           |
| "Only" (hợp tác với Drake, Lil Wayne và Chris Brown)                                | 2014 | 12                       | 1                        | 1                        | 62                       | 20                       | 102                      | —                        | —                        | —                        | 35                       | - Mỹ: 3× Bạch kim - L. H. Anh: Bạc | The Pinkprint                           |
| "Bed of Lies" (hợp tác với Skylar Grey)                                             | 2014 | 62                       | 19                       | 13                       | 7                        | 41                       | 134                      | 56                       | 13                       | 11                       | 73                       | - Úc: Bạch kim - IFPI Thụy Điển: 2× Bạch kim - New Zealand: Vàng                                                                            | The Pinkprint                           |
| "Truffle Butter" (hợp tác với Drake và Lil Wayne)                                   | 2015 | 14                       | 4                        | 2                        | —                        | 43                       | —                        | —                        | —                        | —                        | 188                      | - L. H. Anh: Bạc | The Pinkprint                           |
| "The Night Is Still Young"                                                          | 2015 | 31                       | —                        | 6                        | —                        | 40                       | —                        | 98                       | —                        | 93                       | —                        | - Mỹ: Bạch kim - IFPI Thụy Điển: Vàng | The Pinkprint                           |
| "Trini Dem Girls" (hợp tác với LunchMoney Lewis)                                    | 2015 | —                        | —                        | —                        | —                        | —                        | —                        | —                        | —                        | —                        | —                        | | The Pinkprint                           |
| "Make Love" (với Gucci Mane)                                                        | 2017 | 78                       | 33                       | 22                       | —                        | —                        | —                        | —                        | —                        | —                        | —                        | | Mr. Davis                               |
| "Changed It" (với Lil Wayne)                                                        | 2017 | 71                       | 29                       | 18                       | —                        | —                        | 116                      | —                        | —                        | —                        | —                        | | Đĩa đơn không nằm trong album           |
| "No Frauds" (với Drake và Lil Wayne)                                                | 2017 | 14                       | 8                        | 5                        | 58                       | 25                       | 43                       | 71                       | —                        | 94                       | 49                       | - Canada: Vàng | Đĩa đơn không nằm trong album           |
| "Regret in Your Tears"                                                              | 2017 | 61                       | 26                       | —                        | —                        | 84                       | 87                       | —                        | —                        | —                        | 69                       | | Đĩa đơn không nằm trong album           |
| "MotorSport" (với Migos và Cardi B)                                                 | 2017 | 6                        | 3                        | 3                        | 74                       | 12                       | 72                       | 79                       | —                        | —                        | 49                       | - Mỹ: Vàng - Úc: Vàng - L. H. Anh: Bạc - Canada: 2× Bạch kim                                                                                | Culture II                              |
| "Barbie Tingz"                                                                      | 2018 | 25                       | 17                       | 13                       | 41                       | 21                       | 58                       | 58                       | —                        | 90                       | 31                       | | Đĩa đơn không nằm trong album           |
| "Chun-Li"                                                                           | 2018 | 10                       | 7                        | 6                        | 54                       | 18                       | 30                       | 65                       | —                        | —                        | 26                       | - Mỹ: Vàng - Canada: Vàng | Queen                                   |
| "Bed" (hợp tác với Ariana Grande)                                                   | 2018 | 43                       | 23                       | 20                       | 17                       | 30                       | 56                       | 29                       | 25                       | 44                       | 20                       | | Queen                                   |
| "—" biểu thị đĩa đơn không được xếp hạng hoặc không được phát hành tại quốc gia đó. |      |                          |                          |                          |                          |                          |                          |                          |                          |                          |                          | |                                         |

### Hợp tác
| Tiêu đề | Năm  | Vị trí xếp hạng cao nhất | Vị trí xếp hạng cao nhất | Vị trí xếp hạng cao nhất | Vị trí xếp hạng cao nhất | Vị trí xếp hạng cao nhất | Vị trí xếp hạng cao nhất | Vị trí xếp hạng cao nhất | Vị trí xếp hạng cao nhất | Vị trí xếp hạng cao nhất | Vị trí xếp hạng cao nhất | Chứng nhận | Album                                 |
| Tiêu đề | Năm  | Mỹ                       | R&B Mỹ                   | Rap Mỹ                   | Úc                       | Canada                   | Pháp                     | Ireland                  | New Zealand              | Thụy Điển                | L. H. Anh                | Chứng nhận | Album                                 |
| --- | ---- | ------------------------ | ------------------------ | ------------------------ | ------------------------ | ------------------------ | ------------------------ | ------------------------ | ------------------------ | ------------------------ | ------------------------ | --- | ------------------------------------- |
| "BedRock" (khi là nghệ sĩ của Young Money, hợp tác với Lloyd)                                               | 2009 | 2                        | 2                        | 1                        | —                        | 12                       | —                        | 17                       | 21                       | —                        | 9                        | - Mỹ: 3× Bạch kim | We Are Young Money                    |
| "Up Out My Face" (Mariah Carey hợp tác với Nicki Minaj)                                                     | 2010 | 100                      | 39                       | —                        | —                        | —                        | —                        | —                        | —                        | —                        | —                        | | Đĩa đơn không nằm trong album         |
| "My Chick Bad" (Ludacris hợp tác với Nicki Minaj)                                                           | 2010 | 11                       | 2                        | 2                        | —                        | —                        | —                        | —                        | —                        | —                        | —                        | - Mỹ: Bạch kim | Battle of the Sexes                   |
| "Lil Freak" (Usher hợp tác với Nicki Minaj)                                                                 | 2010 | 40                       | 8                        | —                        | —                        | —                        | —                        | —                        | —                        | —                        | 109                      | | Raymond v. Raymond                    |
| "Get It All" (Sean Garrett hợp tác với Nicki Minaj)                                                         | 2010 | —                        | 83                       | —                        | —                        | —                        | —                        | —                        | —                        | —                        | —                        | | The Inkwell                           |
| "Roger That" (khi là nghệ sĩ của Young Money)                                                               | 2010 | 56                       | 15                       | 6                        | —                        | —                        | —                        | —                        | —                        | —                        | —                        | | We Are Young Money                    |
| "Woohoo" (Christina Aguilera hợp tác với Nicki Minaj)                                                       | 2010 | 79                       | —                        | —                        | —                        | 46                       | —                        | —                        | —                        | —                        | 148                      | | Bionic                                |
| "Bottoms Up" (Trey Songz hợp tác với Nicki Minaj)                                                           | 2010 | 6                        | 2                        | —                        | 74                       | 34                       | —                        | —                        | —                        | —                        | 71                       | - Mỹ: 4× Bạch kim | Passion, Pain & Pleasure              |
| "2012 (It Ain't the End)" (Jay Sean hợp tác với Nicki Minaj)                                                | 2010 | 31                       | —                        | —                        | 40                       | 23                       | —                        | 44                       | 9                        | —                        | 9                        | - Mỹ: Vàng - New Zealand: Vàng | Hit the Lights                        |
| "Letting Go (Dutty Love)" (Sean Kingston hợp tác với Nicki Minaj)                                           | 2010 | 36                       | 51                       | —                        | 73                       | 35                       | —                        | —                        | 23                       | —                        | —                        | - Mỹ: Bạch kim | Đĩa đơn không nằm trong album         |
| "Monster" (Kanye West hợp tác với Jay-Z, Rick Ross, Bon Iver và Nicki Minaj)                                | 2010 | 18                       | 30                       | 15                       | —                        | 43                       | —                        | —                        | —                        | —                        | 146                      | - Mỹ: Bạch kim | My Beautiful Dark Twisted Fantasy     |
| "I Ain't Thru" (Keyshia Cole hợp tác với Nicki Minaj)                                                       | 2010 | —                        | 54                       | —                        | —                        | —                        | —                        | —                        | —                        | —                        | —                        | | Calling All Hearts                    |
| "Raining Men" (Rihanna hợp tác với Nicki Minaj)                                                             | 2010 | —                        | 48                       | —                        | —                        | —                        | —                        | —                        | —                        | —                        | 142                      | | Loud                                  |
| "The Creep" (The Lonely Island hợp tác Nicki Minaj)                                                         | 2011 | 82                       | —                        | —                        | —                        | 90                       | —                        | —                        | —                        | —                        | —                        | | Turtleneck & Chain                    |
| "Where Them Girls At" (David Guetta hợp tác với Flo Rida và Nicki Minaj)                                    | 2011 | 14                       | —                        | 24                       | 6                        | 3                        | 4                        | 5                        | 6                        | 7                        | 3                        | - Mỹ: Bạch kim - Úc: 2× Bạch kim - L. H. Anh: Bạch kim - IFPI Thụy Điển: Vàng - New Zealand: Vàng                                     | Nothing but the Beat                  |
| "Y.U. Mad" (Birdman hợp tác với Nicki Minaj và Lil Wayne)                                                   | 2011 | 68                       | 46                       | 25                       | —                        | —                        | —                        | —                        | —                        | —                        | —                        | | Đĩa đơn không nằm trong album         |
| "You the Boss" (Rick Ross hợp tác với Nicki Minaj)                                                          | 2011 | 62                       | 5                        | 10                       | —                        | —                        | —                        | —                        | —                        | —                        | —                        | - Mỹ: Vàng | Đĩa đơn không nằm trong album         |
| "Fireball" (Willow hợp tác với Nicki Minaj)                                                                 | 2011 | —                        | —                        | —                        | —                        | —                        | —                        | —                        | —                        | —                        | —                        | | Đĩa đơn không nằm trong album         |
| "Make Me Proud" (Drake hợp tác với Nicki Minaj)                                                             | 2011 | 9                        | 1                        | 1                        | 95                       | 25                       | —                        | —                        | —                        | —                        | 49                       | - Mỹ: Bạch kim | Take Care                             |
| "Dance (A$$)" (Remix) (Big Sean hợp tác với Nicki Minaj)                                                    | 2011 | 10                       | 3                        | 2                        | —                        | 69                       | —                        | —                        | —                        | —                        | —                        | - Mỹ: 3× Bạch kim | Finally Famous                        |
| "Turn Me On" (David Guetta hợp tác với Nicki Minaj)                                                         | 2011 | 4                        | 92                       | —                        | 3                        | 3                        | 10                       | 4                        | 2                        | 29                       | 8                        | - Mỹ: 2× Bạch kim - Úc: 3× Bạch kim - L. H. Anh: Bạch kim - Canada: 3× Bạch kim - New Zealand: Vàng                                   | Nothing but the Beat                  |
| "Give Me All Your Luvin'" (Madonna hợp tác với Nicki Minaj và M.I.A.)                                       | 2012 | 10                       | —                        | —                        | 25                       | 1                        | 3                        | 11                       | 29                       | 60                       | 37                       | - Mỹ: Vàng | MDNA                                  |
| "Take It to the Head" (DJ Khaled hợp tác với Chris Brown, Rick Ross, Nicki Minaj và Lil Wayne)              | 2012 | 58                       | 6                        | 6                        | —                        | —                        | —                        | —                        | —                        | —                        | 102                      | - Mỹ: Vàng | Kiss the Ring                         |
| "Get Low" (Waka Flocka Flame hợp tác với Nicki Minaj, Tyga và Flo Rida)                                     | 2012 | 72                       | 67                       | 22                       | —                        | 58                       | —                        | —                        | —                        | —                        | —                        | | Triple F Life: Friends, Fans & Family |
| "Girl on Fire" (Phiên bản Inferno) (Alicia Keys hợp tác với Nicki Minaj)                                    | 2012 | 11                       | 2                        | —                        | 12                       | 6                        | 5                        | 11                       | 7                        | 29                       | 5                        | - Mỹ: 2× Bạch kim - Úc: 3× Bạch kim - Canada: 2× Bạch kim - New Zealand: Bạch kim                                                     | Girl on Fire                          |
| "Out of My Mind" (B.o.B hợp tác với Nicki Minaj)                                                            | 2012 | —                        | —                        | —                        | —                        | —                        | —                        | —                        | —                        | —                        | 166                      | | Strange Clouds                        |
| "Beauty and a Beat" (Justin Bieber hợp tác với Nicki Minaj)                                                 | 2012 | 5                        | —                        | —                        | 9                        | 4                        | 28                       | 20                       | 6                        | 23                       | 16                       | - Mỹ: 2× Bạch kim - Úc: 4× Bạch kim - L. H. Anh: Vàng - Canada: 3× Bạch kim - New Zealand: Bạch kim                                   | Believe                               |
| "Freaks" (French Montana hợp tác với Nicki Minaj)                                                           | 2013 | 77                       | 25                       | 18                       | —                        | —                        | 140                      | —                        | —                        | —                        | 161                      | | Excuse My French                      |
| "Tapout" (Rich Gang hợp tác với Lil Wayne, Birdman, Mack Maine, Nicki Minaj và Future)                      | 2013 | 44                       | 10                       | 8                        | —                        | —                        | 134                      | —                        | —                        | —                        | —                        | - Mỹ: Vàng | Rich Gang                             |
| "Tonight I'm Getting Over You" (Remix) (Carly Rae Jepsen hợp tác với Nicki Minaj)                           | 2013 | 90                       | —                        | —                        | 38                       | 88                       | 82                       | 32                       | 40                       | —                        | 33                       | | Đĩa đơn không nằm trong album         |
| "Somebody Else" (Mario hợp tác với Nicki Minaj)                                                             | 2013 | —                        | 36                       | —                        | —                        | —                        | —                        | —                        | —                        | —                        | —                        | | Đĩa đơn không nằm trong album         |
| "I'm Out" (Ciara hợp tác với Nicki Minaj)                                                                   | 2013 | 44                       | 13                       | —                        | 41                       | 86                       | 159                      | —                        | —                        | —                        | 54                       | | Ciara                                 |
| "Twerk It" (Busta Rhymes hợp tác với Nicki Minaj)                                                           | 2013 | —                        | —                        | —                        | —                        | —                        | —                        | —                        | —                        | —                        | —                        | | Đĩa đơn không nằm trong album         |
| "Get Like Me" (Nelly hợp tác với Nicki Minaj và Pharrell)                                                   | 2013 | —                        | 36                       | —                        | —                        | —                        | —                        | 96                       | —                        | —                        | 19                       | | M.O.                                  |
| "Love More" (Chris Brown hợp tác với Nicki Minaj)                                                           | 2013 | 23                       | 7                        | —                        | 29                       | —                        | 118                      | —                        | —                        | —                        | 32                       | - Mỹ: Bạch kim - Úc: Vàng | X                                     |
| "I Wanna Be with You" (DJ Khaled hợp tác với Nicki Minaj, Future và Rick Ross)                              | 2013 | —                        | 30                       | 22                       | —                        | —                        | —                        | —                        | —                        | —                        | —                        | | Suffering from Success                |
| "Clappers" (Wale hợp tác với Nicki Minaj và Juicy J)                                                        | 2013 | —                        | 37                       | —                        | —                        | —                        | —                        | —                        | —                        | —                        | —                        | | The Gifted                            |
| "Lookin Ass" (Young Money hợp tác với Nicki Minaj)                                                          | 2014 | —                        | 28                       | 16                       | —                        | —                        | —                        | —                        | —                        | —                        | —                        | | Rise of an Empire                     |
| "She Came to Give It to You" (Usher hợp tác với Nicki Minaj)                                                | 2014 | 89                       | 27                       | —                        | 32                       | 56                       | 38                       | 76                       | —                        | —                        | 16                       | - Úc: Vàng | Hard II Love                          |
| "Low" (Juicy J hợp tác với Nicki Minaj, Lil Bibby và Young Thug)                                            | 2014 | —                        | 46                       | —                        | —                        | —                        | —                        | —                        | —                        | —                        | —                        | | Đĩa đơn không nằm trong album         |
| "Flawless" (Remix) (Beyoncé hợp tác với Nicki Minaj)                                                        | 2014 | 41                       | 12                       | —                        | —                        | 88                       | 83                       | 77                       | —                        | —                        | 65                       | | Beyoncé: Platinum Edition             |
| "Touchin, Lovin" (Trey Songz hợp tác với Nicki Minaj)                                                       | 2014 | 43                       | 12                       | —                        | 88                       | —                        | —                        | —                        | —                        | —                        | 79                       | - Mỹ: Vàng | Trigga                                |
| "Throw Sum Mo" (Rae Sremmurd hợp tác với Nicki Minaj và Young Thug)                                         | 2014 | 30                       | 12                       | 6                        | —                        | —                        | —                        | —                        | —                        | —                        | —                        | - Mỹ: Bạch kim | SremmLife                             |
| "Hey Mama" (David Guetta hợp tác với Nicki Minaj, Bebe Rexha và Afrojack)                                   | 2015 | 8                        | —                        | —                        | 5                        | 9                        | 6                        | 5                        | 5                        | 6                        | 9                        | - Mỹ: 3× Bạch kim - Úc: 2× Bạch kim - L. H. Anh: Bạch kim - IFPI Thụy Điển: 2× Bạch kim - Canada: 3× Bạch kim - New Zealand: Bạch kim | Listen                                |
| "Bitch I'm Madonna" (Madonna hợp tác với Nicki Minaj)                                                       | 2015 | 84                       | —                        | —                        | —                        | 58                       | 90                       | —                        | —                        | —                        | —                        | | Rebel Heart                           |
| "All Eyes on You" (Meek Mill hợp tác với Chris Brown và Nicki Minaj)                                        | 2015 | 21                       | 8                        | 5                        | 51                       | 40                       | 186                      | 76                       | —                        | 89                       | 55                       | - Mỹ: 2× Bạch kim - L. H. Anh: Bạc | Dreams Worth More Than Money          |
| "Back Together" (Robin Thicke hợp tác với Nicki Minaj)                                                      | 2015 | —                        | 41                       | —                        | —                        | —                        | 144                      | —                        | —                        | —                        | —                        | | Đĩa đơn không nằm trong album         |
| "Down in the DM" (Remix) (Yo Gotti hợp tác với Nicki Minaj)                                                 | 2016 | 13                       | 3                        | 2                        | —                        | 59                       | —                        | —                        | —                        | —                        | —                        | - Mỹ: 2× Bạch kim | The Art of Hustle                     |
| "No Broken Hearts" (Bebe Rexha hợp tác với Nicki Minaj)                                                     | 2016 | —                        | —                        | —                        | —                        | 97                       | —                        | —                        | —                        | —                        | —                        | | Đĩa đơn không nằm trong album         |
| "Don't Hurt Me" (DJ Mustard hợp tác với Nicki Minaj và Jeremih)                                             | 2016 | —                        | —                        | —                        | 20                       | —                        | —                        | —                        | —                        | —                        | —                        | - Úc: Vàng | Cold Summer                           |
| "Do You Mind" (DJ Khaled hợp tác với Nicki Minaj, Chris Brown, August Alsina, Jeremih, Future và Rick Ross) | 2016 | 27                       | 9                        | 7                        | 65                       | 93                       | 162                      | —                        | —                        | —                        | —                        | - Mỹ: Bạch kim | Major Key                             |
| "Side to Side" (Ariana Grande hợp tác với Nicki Minaj)                                                      | 2016 | 4                        | —                        | —                        | 3                        | 4                        | 66                       | 5                        | 2                        | 13                       | 4                        | - Mỹ: 4× Bạch kim - Úc: 3× Bạch kim - L. H. Anh: Bạch kim - IFPI Thụy Điển: Bạch kim - New Zealand: Bạch kim - Pháp: Bạch kim         | Dangerous Woman                       |
| "Run Up" (Major Lazer hợp tác với PartyNextDoor và Nicki Minaj)                                             | 2017 | 66                       | 26                       | —                        | 27                       | 20                       | 16                       | 25                       | 14                       | 23                       | 20                       | - Úc: Vàng - L. H. Anh: Vàng - New Zealand: Vàng - Pháp: Bạch kim                                                                     | Music Is the Weapon                   |
| "Swalla" (Jason Derulo hợp tác với Nicki Minaj và Ty Dolla Sign)                                            | 2017 | 29                       | —                        | —                        | 17                       | 15                       | 5                        | 9                        | 7                        | 8                        | 6                        | - Mỹ: 2× Bạch kim - Úc: 2× Bạch kim - L. H. Anh: Bạch kim - Canada: 2× Bạch kim - New Zealand: Bạch kim - Pháp: Kim cương             | 777                                   |
| "Light My Body Up" (David Guetta hợp tác với Nicki Minaj và Lil Wayne)                                      | 2017 | —                        | —                        | —                        | 29                       | 62                       | 16                       | 85                       | —                        | 55                       | 64                       | | Đĩa đơn không nằm trong album         |
| "Kissing Strangers" (DNCE hợp tác với Nicki Minaj)                                                          | 2017 | —                        | —                        | —                        | 96                       | 73                       | —                        | —                        | —                        | —                        | —                        | | Đĩa đơn không nằm trong album         |
| "Swish Swish" (Katy Perry hợp tác với Nicki Minaj)                                                          | 2017 | 46                       | —                        | —                        | 22                       | 13                       | 24                       | 28                       | —                        | 53                       | 19                       | - Mỹ: Bạch kim - L. H. Anh: Vàng - Canada: Bạch kim - Pháp: Vàng                                                                      | Witness                               |
| "Rake It Up" (Yo Gotti và Mike Will Made It hợp tác với Nicki Minaj)                                        | 2017 | 8                        | 5                        | 3                        | —                        | 52                       | —                        | —                        | —                        | —                        | —                        | - Mỹ: 2× Bạch kim - Canada: Vàng | Gotti Made-It                         |
| "You da Baddest" (Future hợp tác với Nicki Minaj)                                                           | 2017 | 38                       | 19                       | 14                       | —                        | 53                       | 95                       | —                        | —                        | —                        | —                        | | Hndrxx                                |
| "You Already Know" (Fergie hợp tác với Nicki Minaj)                                                         | 2017 | —                        | —                        | —                        | 95                       | —                        | —                        | —                        | —                        | —                        | 96                       | | Double Dutchess                       |
| "The Way Life Goes" (Remix) (Lil Uzi Vert hợp tác với Nicki Minaj)                                          | 2017 | 24                       | 11                       | 11                       | —                        | 44                       | —                        | —                        | —                        | —                        | 87                       | - Mỹ: Bạch kim | Đĩa đơn không nằm trong album         |
| "Ball for Me" (Post Malone hợp tác với Nicki Minaj)                                                         | 2018 | 16                       | 11                       | 8                        | 14                       | 7                        | —                        | 23                       | —                        | 47                       | 70                       | | Beerbongs & Bentleys                  |
| "Big Bank" (YG hợp tác với 2 Chainz, Big Sean và Nicki Minaj)                                               | 2018 | 56                       | 27                       | 23                       | —                        | 89                       | —                        | —                        | —                        | —                        | —                        | | Stay Dangerous                        |
| "—" biểu thị đĩa đơn không được xếp hạng hoặc không được phát hành tại quốc gia đó.                         |      |                          |                          |                          |                          |                          |                          |                          |                          |                          |                          | |                                       |

### Đĩa đơn quảng bá
| "5 Star" (Remix) (Yo Gotti hợp tác với Gucci Mane, Trina và Nicki Minaj)                                                                          | 2009 | —  | —  | —  | —  | —  | —   |            | Live from the Kitchen         |
| "Knockout" (Lil Wayne hợp tác với Nicki Minaj) | 2010 | 44 | —  | —  | —  | —  | —   | - Mỹ: Vàng | Rebirth                       |
| "All I Do Is Win" (Remix) (DJ Khaled hợp tác với T-Pain, Diddy, Nicki Minaj, Rick Ross, Busta Rhymes, Fabolous, Jadakiss, Fat Joe và Swizz Beatz) | 2010 | —  | —  | —  | —  | —  | —   |            | Đĩa đơn không nằm trong album |
| "Hello Good Morning" (Remix) (Diddy – Dirty Money hợp tác với Nicki Minaj và Rick Ross)                                                           | 2010 | —  | —  | —  | —  | —  | —   |            | Đĩa đơn không nằm trong album |
| "Roman's Revenge" (hợp tác với Eminem) | 2010 | 56 | 85 | 23 | —  | —  | 125 |            | Pink Friday                   |
| "Till the World Ends" (The Femme Fatale Remix) (Britney Spears hợp tác với Nicki Minaj và Kesha)                                                  | 2011 | 3  | —  | —  | —  | 4  | —   |            | Đĩa đơn không nằm trong album |
| "Roman in Moscow" | 2011 | 64 | —  | —  | —  | 88 | 84  |            | Đĩa đơn không nằm trong album |
| "Stupid Hoe" | 2011 | 59 | 53 | —  | —  | 87 | 63  |            | Pink Friday: Roman Reloaded   |
| "Roman Reloaded" (hợp tác với Lil Wayne) | 2012 | 70 | 57 | —  | —  | —  | 143 |            | Pink Friday: Roman Reloaded   |
| "Born Stunna" (Remix) (Birdman hợp tác với Rick Ross, Nicki Minaj và Lil Wayne)                                                                   | 2012 | —  | —  | —  | —  | —  | —   |            | Đĩa đơn không nằm trong album |
| "Senile" (Young Money hợp tác với Tyga, Nicki Minaj và Lil Wayne)                                                                                 | 2014 | —  | 50 | —  | —  | —  | —   |            | Rise of an Empire             |
| "All Things Go" | 2014 | —  | 38 | —  | —  | —  | —   |            | The Pinkprint                 |
| "Black Barbies" (với Mike Will Made It) | 2016 | 65 | 30 | 20 | 47 | 78 | —   |            | Đĩa đơn không nằm trong album |
| "Rich Sex" (hợp tác với Lil Wayne) | 2018 | 88 | 43 | —  | —  | 93 | —   |            | Queen                         |
| "The Light Is Coming" (Ariana Grande hợp tác với Nicki Minaj)                                                                                     | 2018 | 95 | —  | —  | 60 | 63 | 57  |            | Sweetener                     |
| "—" biểu thị đĩa đơn không được phát hành hoặc không được xếp hạng tại quốc gia đó.                                                               |      |    |    |    |    |    |     |            |                               |

## Chú giải
1. ↑  "Massive Attack" không lọt vào bảng xếp hạng Billboard Hot 100, nhưng nó lại đạt được vị trí thứ 22 trên bảng xếp hạng Bubbling Under Hot 100 Singles.[45]
2. ↑  "Pound the Alarm" không lọt vào bảng xếp hạng Hot R&B/Hip-Hop Songs, nhưngn nó lại đạt vị trí thứ 18 trên bảng xếp hạng Bubbling Under R&B/Hip-Hop Singles.[51]
3. ↑  "The Boys" không lọt vào bảng xếp hạng Billboard Hot 100, nhưng nó lại đạt được vị trí thứ 14 trên bảng xếp hạng Bubbling Under Hot 100 Singles.[45]
4. ↑  "Freedom" không lọt vào bảng xếp hạng Billboard Hot 100, nhưng nó lại đứng ở vị trí thứ tư trên bảng xếp hạng Bubbling Under Hot 100 Singles.[45]
5. ↑  "Trini Dem Girls" không có mặt trên bảng xếp hạng Hot R&B/Hip-Hop Songs, nhưng nó lại đứng ở vị trí đầu tiên trên bảng xếp hạng Bubbling Under R&B/Hip-Hop Singles.[51]
6. ↑  "No Frauds" không có mặt trong bảng xếp hạng NZ Top 40 Singles Chart, nhưng nó lại đạt vị trí thứ ba trên bảng xếp hạng NZ Heatseekers Singles Chart.[62]
7. ↑  "MotorSport" không có mặt trên bảng xếp hạng NZ Top 40 Singles Chart, nhưng nó lại đứng ở vị trí thứ hai trên bảng xếp hạng NZ Heatseekers Singles Chart.[64]
8. ↑  "MotorSport" không có mặt trên bảng xếp hạng Sverigetopplistan Top 100 Singles, nhưng nó lại đạt được vị trí thứ tư trên bảng xếp hạng Sverigetopplistan Heatseekers.[65]
9. ↑  "Barbie Tingz" không có mặt trên bảng xếp hạng NZ Top 40 Singles Chart, nhưng nó lại đạt được vị trí cao nhất trong bảng xếp hạng NZ Heatseeker Singles Chart.[69]
10. ↑  "Chun-Li" không lọt vào bảng xếp hạng NZ Top 40 Singles Chart, nhưng nó lại đứng ở vị trí thứ hai trên bảng xếp hạng NZ Heatseeker Singles Chart.[69]
11. ↑  "Chun-Li" không lọt vào bảng xếp hạng Swedish Singellista Chart, nhưng lại xếp hạng thứ chín trên bảng xếp hạng Swedish Heatseeker Chart.[70]
12. ↑  "I Ain't Thru" không lọt vào bảng xếp hạng Billboard Hot 100, nhưng nó lại đứng ở vị trí thứ 19 trên bảng xếp hạng Bubbling Under Hot 100 Singles.[45]
13. ↑  "Raining Men" không lọt vào bảng xếp hạng Billboard Hot 100, nhưng nó lại đạt vị trí thứ 11 trên bảng xếp hạng Bubbling Under Hot 100 Singles.[45]
14. ↑  "Fireball" không có mặt trên bảng xếp hạng Hot R&B/Hip-Hop Songs, nhưng lại đạt được vị trí thứ 21 trên bảng xếp hạng Bubbling Under R&B/Hip-Hop Singles.[51]
15. ↑  "Somebody Else" không có mặt trên bảng xếp hạng Billboard Hot 100, nhưng lại đạt được vị trí thứ tư trên bảng xếp hạng Bubbling Under Hot 100 Singles.[45]
16. ↑  "Twerk It" không lọt vào bảng xếp hạng Hot R&B/Hip-Hop Songs, nhưng nó lại đứng ở vị trí thứ tư trên bảng xếp hạng Bubbling Under R&B/Hip-Hop Singles.[51]
17. ↑  "Get Like Me" không có mặt trên bảng xếp hạng Billboard Hot 100, nhưng nó lại đứng ở vị trí thứ tám trên bảng xếp hạng Bubbling Under Hot 100 Singles.[45]
18. ↑  "I Wanna Be with You" không có mặt trên bảng xếp hạng Billboard Hot 100, nhưng lại đạt vị trí quán quân trên bảng xếp hạng Bubbling Under Hot 100 Singles.[45]
19. ↑  "Clappers" không có mặt trên bảng xếp hạng Billboard Hot 100, nhưng lại đứng ở vị trí thứ tám trên bảng xếp hạng Bubbling Under Hot 100 Singles.[45]
20. ↑  "Lookin Ass" không lọt vào bảng xếp hạng Billboard Hot 100, nhưng lại đứng ở vị trí thứ tư trên bảng xếp hạng Bubbling Under Hot 100 Singles.[45]
21. ↑  "Back Together" không có mặt trên bảng xếp hạng Billboard Hot 100, nhưng lại đạt được vị trí thứ 25 trên bảng xếp hạng Bubbling Under Hot 100 Singles.[45]
22. ↑  "No Broken Hearts" không có mặt trên bảng xếp hạng Billboard Hot 100, nhưng lại đạt vị trí thứ chín trên bảng xếp hạng Bubbling Under Hot 100 Singles.[45]
23. ↑  "Don't Hurt Me" không có mặt trên bảng xếp hạng Hot R&B/Hip-Hop Songs, nhưng lại đạt vị trí thứ chín trên bảng xếp hạng Bubbling Under R&B/Hip-Hop Singles.[51]
24. ↑  "Do You Mind" không có mặt trên bảng xếp hạng NZ Top 40 Singles Chart, nhưng lại đạt vị trí thứ năm trên bảng xếp hạng NZ Heatseekers Singles Chart.[116]
25. ↑  "Light My Body Up" không có mặt trên bảng xếp hạng Billboard Hot 100, nhưng lại đạt vị trí thứ sáu trên bảng xếp hạng Bubbling Under Hot 100 Singles.[45]
26. ↑  "Kissing Strangers" không có mặt trên bảng xếp hạng Billboard Hot 100, nhưng lại đạt vị trí thứ ba trên bảng xếp hạng Bubbling Under Hot 100 Singles.[45]
27. ↑  "Roman in Moscow" không lọt vào bảng xếp hạng Hot R&B/Hip-Hop Songs, nhưng lại đạt được vị trí thứ tám trên bảng xếp hạng Bubbling Under R&B/Hip-Hop Singles.[51]
28. ↑  "All Things Go" không có mặt trên bảng xếp hạng Billboard Hot 100, nhưng lại đạt vị trí thứ 15 trên bảng xếp hạng Bubbling Under Hot 100 Singles.[45]